# Rafael Subirachs i Vila
Rafael Subirachs i Vila (* 22. Juli 1948 in Vic) ist ein katalanischer Sänger, Liedermacher und Komponist. Als herausragendes Mitglied der Nova Cançó Catalana trat er mit der Musik und Interpretation von Texten katalanischer Dichter aller Zeiten hervor.

## Leben und Werk
Rafael Subirachs ist der Sohn des Komponisten und Musikpädagogen Rafael Subirachs i Ricart. Er erhielt schon früh einen fundierten Hintergrund im Bereich der klassischen Musik. 1958 trat er als junger Solosopran der Escolania de Montserrat unter Pater Ireneu Segarra bis 1961 bei. Er setzte seine Klavier- und Harmoniestudien bei Angelina Puigdellívol in Vic fort. Er trat in die Welt der Komposition ein und studierte später bei Gabriel Brnčić, Josep Maria Mestres, Joan Guinjoan, Luigi Nono und A. Cohoronian.
Von 1966 bis 1981 entwickelte er seine Rolle als Singer-Songwriter mit zahlreichen Recitals und Konzerten populärer Musik. 1966 trat er zusammen mit Maria del Mar Bonet und Lluís Llach als eines der letzten Mitglieder der Liedermachergruppe Els Setze Jutges („Die Sechzehn Richter“) bei. Er veröffentlichte erste Einspielungen wie Dona (Preis der Neuentdeckten beim III Gran Premi del Disc Català 1967) und El Rodamón („Der Wanderer“). 1968 veröffentlichte er seine erste LP Subirachs, die Vertonungen von Gedichten von Joan Salvat-Papasseit und Josep Carner enthielt. 1969 erschien mit Exeunt personae ein erster tiefgründiger Musikbeitrag zum Werk eines katalanischen Schriftstellers, ein Metier, das Subirachs Markenzeichen als Komponist wesentlich bestimmte. In der genannten LP vertonte Subirachs Gedichte von Gabriel Ferrater. Ein anderer Dichter, dessen Werke er vertonte, war Miquel Martí i Pol. 1975 nahm er als Ergebnis seiner Forschungen zum traditionellen katalanischen Lied an den Sis Hores de Cançó a Canet, den „Sechs Stunden Gesang von Canet“, teil. Er trug hier die Romanze Catalunya, comtat gran vor, aus der die katalanische Hymne Els Segadors entstand. Zwei Jahre später entstand das Album Bac de Roda, das weitere Kostproben traditioneller katalanischer Lieder enthielt. 1978 veröffentlichte Subirachs die LP Si com l'infant quan aprèn de parlar („Wie das Kind, das sprechen lernt“) mit Musik auf Gedichte von Jordi de Sant Jordi und Ausiàs March, darunter das Gedicht Estramps („Freie Verse“) des erstgenannten und Cant espiritual („Spiritueller Gesang“) von Ausiàs March. 1991 spielte er den Tonträger Miralls („Spiegel“) mit Vertonungen von Gedichten von Gabriel Ferrater und von Carles Riba ein. 1995 veröffentlichte er zusammen mit Maria del Mar Bonet das Album Els cants d'Abelone, Musik zu dem gleichnamigen Werk des Barceloneser Dichters Joan Vinyoli. Zum 150. Geburtstag von Jacint Verdaguer brachte er das Werk Verdaguer 2000. Cançó de la terra in der Basilika von Montserrat zur Uraufführung.
Subirachs erste kompositorische Ausflüge in die Welt der zeitgenössischen Musik gehen auf das Jahr 1978 zurück. Seitdem bestimmen die Annäherung der Musiksprachen der traditionellen und der klassischen Musik seinen Kompositionsstil. 1982 zog er nach Barcelona, wo er an der Escola de Música Zeleste unterrichtete. Seit dieser Zeit versuchte er, die populären mediterranen Musiktraditionen und das Erbe der europäischen Musiktradition des zwanzigsten Jahrhunderts zu verschmelzen. Es entstanden Werke wie El comte Arnau (1983, „Graf Arnau“), La filla del carmesí (1987, „Die Tochter des Karmesins“) und das bereits genannte Els cants d’Abelone (1984–1986, „Die Lieder von Abelone“). Anschließend realisierte er große Produktionen wie Passeig d’Aniversari (1987, „Geburtstagsspaziergang“), Nàufrags (1988, „Schiffbruch“), Cants de la partença, l’absència i el retorn (1989, „Lieder von Aufbruch, Abwesenheit und Wiederkehr“), Nabí (1990, nach der Jona-Geschichte des Alten Testamentes, Vertonungen von Gedichten von Josep Carner), Preludi i Cant de benvinguda (1992, „Vorspiel und Gesang zur Begrüßung“) und das Oratorium Sum vermis et non homo (1994–1995, „Ich bin ein Wurm und kein Mensch“).
Subirachs Musik steht in der Tradition von Felip Pedrell. Sie ist zudem geprägt durch die Reinheit der Lieder im Sinne von Lluís Romeu, dem Organisten und Kapellmeister der Kathedrale von Vic, und durch die narrativen Melodien der Montserrat-Schule der zweiten Hälfte des 20. Jahrhunderts. Sie erreicht ihren Höhepunkt und ihre Universalität in Subirachs zeitgenössischen Werken.